# Bin Jawad
Bin Jawad (Arabisch: بن جواد) is een stad in Libië met 8.488 inwoners. De stad ligt aan de Middellandse Zee halverwege Benghazi in het oosten en Misratah in het westen.

## Opstand in Libië
Op 5 maart 2011, tijdens de opstand in Libië, namen anti-Qadhafirebellen Bin Jawad in. De stad werd echter op 7 maart heroverd door troepen die Moammar al-Qadhafi trouw zijn gebleven. Na het instellen van de Libische no-flyzone startten de opstandelingen een offensief in westelijke richting, waarbij ze op 27 maart Bin Jawad veroverden. Op 30 maart 2011 was de stad echter wederom in handen van regeringstroepen. Op 27 augustus 2011, na de slag om Tripoli, kregen de rebellen de stad opnieuw in handen.